# Битка при Велики Извор
Битката при Велики Извор, състояла се на 6 юли 1876 година, е сражение от Първата сръбско-турска война, осигурило на турските войски контрол над Тимошката долина.

## Предистория
Разположени на границата между Зайчар и Кула, височините около Велики Извор са стратегически важни за отбраната на Видин. Готвейки се за настъпление обаче, сърбите ги оставят без съществена охрана. Възползвайки се от този пропуск, още в началото на войната командващият турските сили във Видинско, Осман паша, настъпва пръв с 20-хилядна войска и на 21 юни завзема селото. От завладените позиции той поставя под артилерийски обстрел цялото пространство до Зайчар, възпрепятствайки съсредоточаването и снабдяването на противника на десния бряг на Тимок. Седмица по-късно, след като неколкократните опити на Тимошката групировка (командвана от полковник Милойко Лешанин) да изтика турците се провалят, сръбската главна квартира предприема подготовка за по-сериозна офанзива. С привлечените в края на юни подкрепления войските, действащи срещу Осман паша, нарастват от 34 батальона, 6 ескадрона и 6 батареи до 41 батальона, 13 ескадрона и 13 батареи. Командването им е поверено на генерал Михаил Черняев.

## Ход на битката
Нападението срещу турските укрепления около Велики Извор и височините Пладнище и Забел започва рано сутринта на 6 юли с основен натиск от югозапад (12 ½ батальона) и северозапад (11 батальона) и спомагателен удар (4 батальона) откъм Зайчар. След няколкочасово сражение сърбите изчерпват резервите и голяма част от мунициите си, без да постигнат решителен пробив. В ранния следобед някои от тях започват да отстъпват към изходните си позиции. В този момент Осман паша преминава в контранастъпление. Прехвърляйки войски първо на десния, а после обратно на левия си фланг, той напада и разгромява последователно сръбските колони. Без да съумеят да си окажат съдействие, двете крила на армията на Черняев са разгромени на части.

## Резултат
Поражението при Велики Извор е един от поредицата неуспехи (наред с боевете на Дрина и при Сиеница), които отказват сръбското командване от настъпателни операции още в началото на войната. Загубите на сръбската армия в убити и ранени наближават 2000 души. Към материалните загуби се числят 5 оръдия. Турците губят, по сръбски данни, 5000 души, но удържат стратегическите си позиции, а противникът им е принуден да се оттегли на левия бряг на Тимок.